# Craterul Viewfield
Craterul Viewfield este un crater de impact meteoritic în Saskatchewan, Canada.

## Date generale
Acesta are 2,5 km în diametru și vârsta sa este estimată la 190 ± 20 milioane ani (Jurasicul timpuriu). Craterul nu este expus la suprafață.